# Mount Desert
Mount Desert est une municipalité de l'État américain du Maine, située sur l'île des Monts Déserts (Mount Desert Island en anglais). Elle regroupe plusieurs villages (Otter Creek, Seal Harbor, Northeast Harbor, Somesville, Hall Quarry, Pretty Marsch) et compte 2 109 habitants (recensement de 2000).

## Marguerite Yourcenar

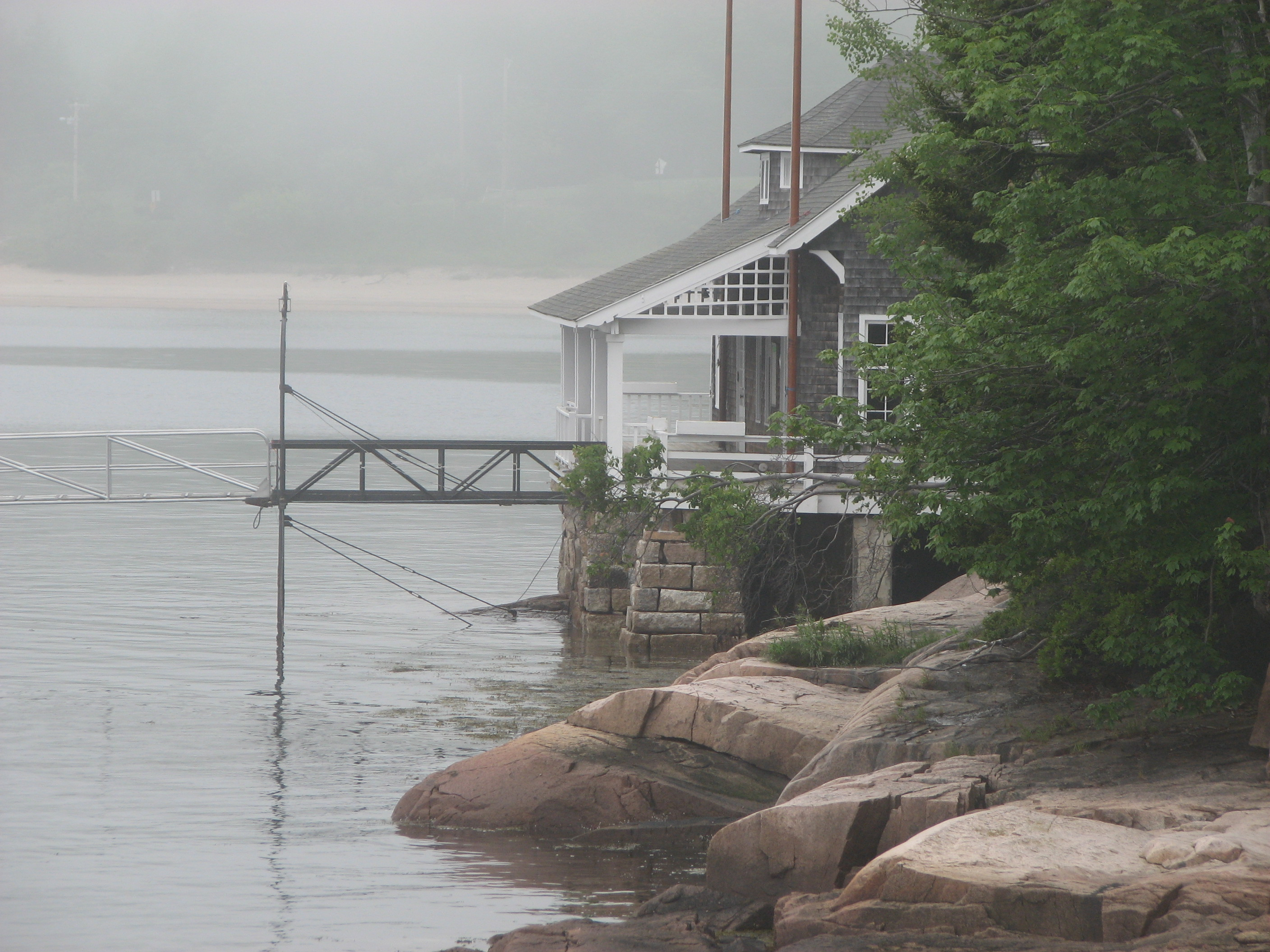
Maison de Seal Harbor dans le brouillard (municipalité de Mount Desert)

L'écrivain française  Marguerite Yourcenar vécut à Somesville à partir de 1950, y écrivit une grande partie des Mémoires d'Hadrien et y mourut en 1987.